# Masaya (sopka)
Masaya je jedna z nejaktivnějších nikaragujských sopek, která je známá svou obrovskou kalderou, která je 11 km široká a má více než 12 sopouchů obklopených 300metrovými stěnami. Známá je pod názvem Las Sierras. Vznikla přibližně před 2500 lety. Sopka se nachází na západ od jezera Nikaragua. Sopka Masaya s přilehlým územím byla v roce 1979 vyhlášena jedním z nikaragujských národních parků.

## Erupce

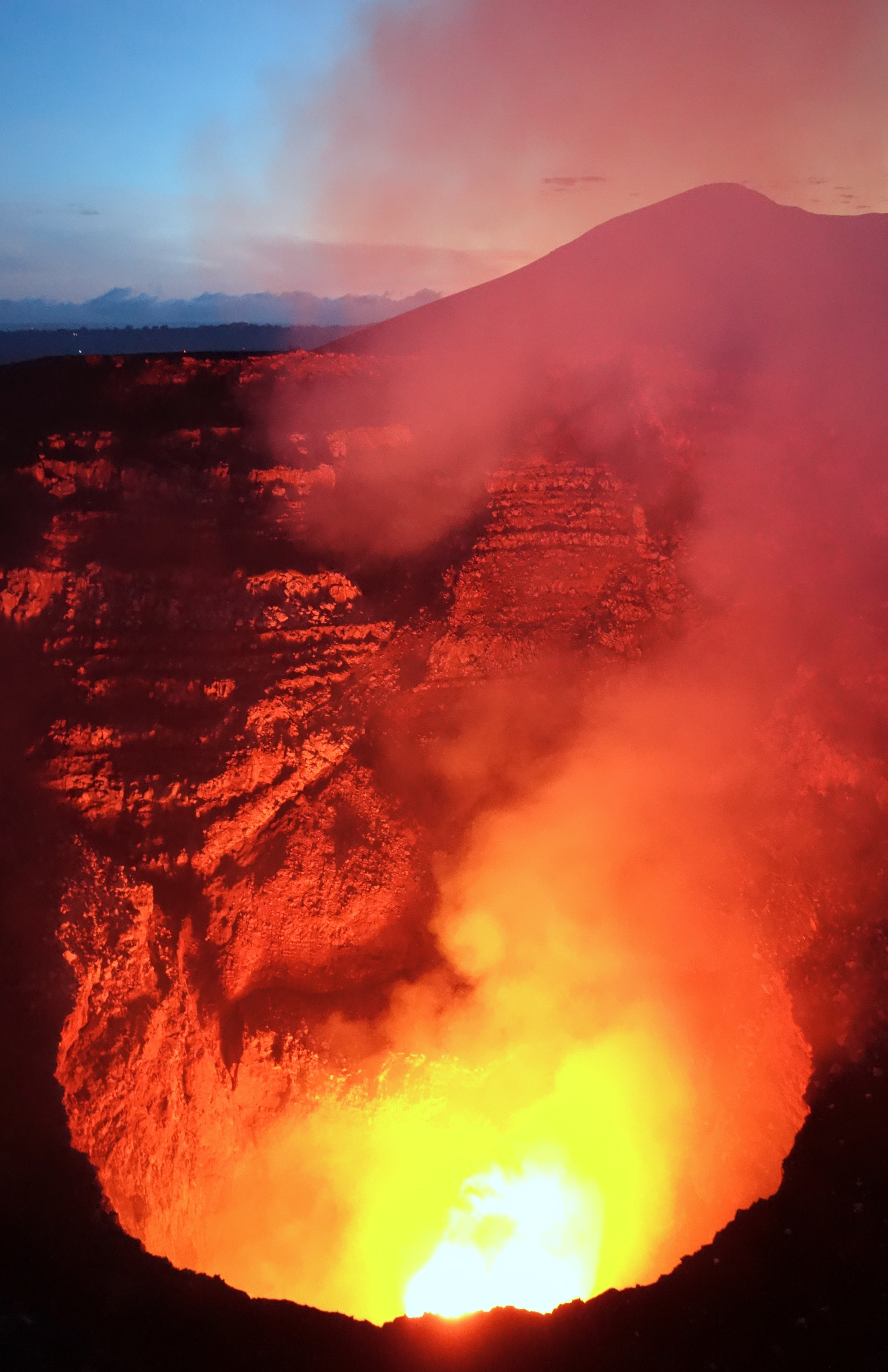
Pohled do kráteru sopky Masaya v roce 2016

Sopka Masaya má v okolí i své dvojče sopku Nindiri, se kterou se často doprovází v erupcích. Přibližně před 6500 lety došlo v oblasti k silné sopečné erupci pliniovského typu bazaltové tefry. Následující časté sopečné výlevy měly za následek pokrytí velké části kaldery lávou a přibližně roku 1650 př. n. l. došlo k výlevu přes její severní okraj.